# HD 71863
HD 71863，又名CP-64 878，SAO 250226、HR 3346，是一颗恒星，视星等为5.97，位于銀經278.92，銀緯-15.01，其B1900.0坐标为赤經8h 24m 29.6s，赤緯-64° -15.01′ 17″。